# Giro del Trentino 2015
El Giro del Trentino 2015 va ser la 39a edició del Giro del Trentino. La cursa es disputà entre el 21 i el 24 d'abril de 2015, amb un recorregut de 526,5 km repartits entre quatre etapes, la primera d'elles una contrarellotge per equips. La cursa forma part de l'UCI Europa Tour 2015 amb una categoria 2.HC.
El vencedor de la classificació final fou l'australià Richie Porte (Team Sky), que s'imposà per vint-i-dos segons al basc Mikel Landa (Astana Qazaqstan Team) i per cinquanta-vuit al txec i company d'equip Leopold König. El colombià Rodolfo Torres (Colombia) guanyà la classificació de la muntanya, l'italià Cesare Benedetti (Bora-Argon 18) la de les metres volants i el sud-africà Louis Meintjes (MTN Qhubeka) fou el millor jove.

## Equips
16 equips van prendre la sortida en aquesta edició:
- 4 World Tour: AG2R La Mondiale, Astana Qazaqstan Team, Team Giant-Alpecin, Team Sky
- 10 equips continentals professionals: GW Erco Shimano, Bardiani CSF, Bora-Argon 18, Caja Rural-Seguros RGA, Colombia, Cult Energy Pro Cycling, MTN Qhubeka, Nippo-Vini Fantini, RusVelo, Southeast
- 1 equip continental: Tirol Cycling Team
- 1 equip nacional: Itàlia

## Etapes
| Etapes | Data       | Recorregut                         |                           | Km    | Vencedor d'etapa         | Líder de la general    | Ref   |
| ------ | ---------- | ---------------------------------- | ------------------------- | ----- | ------------------------ | ---------------------- | ----- |
| 1a     | 21 d'abril | Riva del Garda - Arco              | Contrarellotge per equips | 13,3  | Bora-Argon 18 (GER)      | Cesare Benedetti (ITA) | [ 3 ] |
| 2a     | 23 d'abril | Dro - Brentonico (Parco del Baldo) | Etapa de muntanya         | 168,2 | Richie Porte (AUS)       | Richie Porte (AUS)     | [ 4 ] |
| 3a     | 24 d'abril | Ala - Fierozzo Val dei Mòcheni     | Etapa de muntanya         | 183,8 | Domenico Pozzovivo (ITA) | Richie Porte (AUS)     | [ 5 ] |
| 4a     | 25 d'abril | Malè - Cles                        | Etapa de mitja muntanya   | 161,5 | Paolo Tiralongo (ITA)    | Richie Porte (AUS)     | [ 6 ] |

## Classificació final
|    | Ciclista                 | Equip                 | Temps       |
| -- | ------------------------ | --------------------- | ----------- |
| 1  | Richie Porte (AUS)       | Team Sky              | 13h 43' 41" |
| 2  | Mikel Landa (ESP)        | Astana Qazaqstan Team | + 22"       |
| 3  | Leopold König (CZE)      | Team Sky              | + 58"       |
| 4  | Dario Cataldo (ITA)      | Astana Qazaqstan Team | + 1' 11"    |
| 5  | Damiano Cunego (ITA)     | Nippo-Vini Fantini    | + 1' 13"    |
| 6  | José Mendes (POR)        | Bora-Argon 18         | + 1' 15     |
| 7  | Domenico Pozzovivo (ITA) | AG2R La Mondiale      | + 1' 32"    |
| 8  | Louis Meintjes (RSA)     | MTN Qhubeka           | + 1' 33"    |
| 9  | Romain Bardet (FRA)      | AG2R La Mondiale      | + 1' 34"    |
| 10 | Edoardo Zardini (ITA)    | Bardiani CSF          | + 1' 37"    |

## Evolució de les classificacions
| Etapa | Vencedor           | Classificació general | Classificació de la muntanya | Classificació dels joves | Classificació dels esprints |
| ----- | ------------------ | --------------------- | ---------------------------- | ------------------------ | --------------------------- |
| 1     | Bora-Argon 18      | Cesare Benedetti      | no entregat                  | Emanuel Buchmann         | no entregat                 |
| 2     | Richie Porte       | Richie Porte          | Rodolfo Torres               | Louis Meintjes           | Lasse Norman Hansen         |
| 3     | Domenico Pozzovivo | Richie Porte          | Rodolfo Torres               | Louis Meintjes           | Lukas Pöstlberger           |
| 4     | Paolo Tiralongo    | Richie Porte          | Rodolfo Torres               | Louis Meintjes           | Cesare Benedetti            |
| Final | Final              | Richie Porte          | Rodolfo Torres               | Louis Meintjes           | Cesare Benedetti            |